# Umberto Menegalli
Umberto Menegalli (ur. 25 lipca 1925 w Malvaglii, zm. 29 lipca 1988) – szwajcarski szermierz, brązowy medalista mistrzostw świata.
Podczas mistrzostw świata w Brukseli w 1953 roku Szwajcarzy w składzie: Jules Amez-Droz, Richard Amstad, Michel Evéquoz, Umberto Menegalli, Fernand Thiébaud i Mario Valota zdobyli brązowy medal w zawodach drużynowych. Był to jego jedyny medal wywalczony w zawodach tego cyklu.
Wystartował na igrzyskach olimpijskich w Helsinkach w 1952 roku, gdzie w szabli indywidualnej i drużynowej odpadł w pierwszej rundzie. Były to jego jedyne starty olimpijskie.